# 峨眉卫矛
峨眉卫矛（学名：Euonymus omeiensis）为卫矛科卫矛属的植物，是中国的特有植物。分布在中国大陆的四川等地，生长于海拔1,400米的地区，目前尚未由人工引种栽培。